# 149° westerlengte
149° westerlengte is een lengtegraad, onderdeel van geografische positieaanduiding in bolcoördinaten. De lijn loopt vanaf de Noordpool naar de Noordelijke IJszee, Noord-Amerika, de Grote Oceaan, de Zuidelijke Oceaan en Antarctica naar de Zuidpool.
De meridiaan 149° westerlengte vormt een grootcirkel met de meridiaan 31° oosterlengte. De meridiaanlijn begint bij de Noordpool en eindigt bij de Zuidpool. De meridiaan 149° westerlengte gaat door de volgende landen, gebieden of zeeën. 
| Land, gebied of zee                                          | Nauwkeurigere gegevens                |
| ------------------------------------------------------------ | ------------------------------------- |
| Noordelijke IJszee                                           |                                       |
| Beaufortzee                                                  |                                       |
| Verenigde Staten                                             | Alaska                                |
| Grote Oceaan (meridiaan passeert vlak ten oosten van Tahiti) |                                       |
| Zuidelijke Oceaan                                            |                                       |
| Antarctica                                                   | Niet-toegeëigend gebied in Antarctica |